# Lepidobatrachus laevis
Espèce
Statut de conservation UICN

 LC  : Préoccupation mineure
Lepidobatrachus laevis est une espèce d'amphibiens de la famille des Ceratophryidae.

## Répartition
Cette espèce se rencontre dans le nord, le centre et l'est du Gran Chaco jusqu'à 200 m d'altitude :
- dans le nord de l'Argentine, dans les provinces du Chaco, de Corrientes, de Salta et de Formosa ;
- dans  l'Est de la Bolivie, dans les départements de Santa Cruz et Tarija ;
- dans  l'Ouest du Paraguay, dans les départements de Presidente Hayes, de Boquerón et de l'Alto Paraguay.

## Description

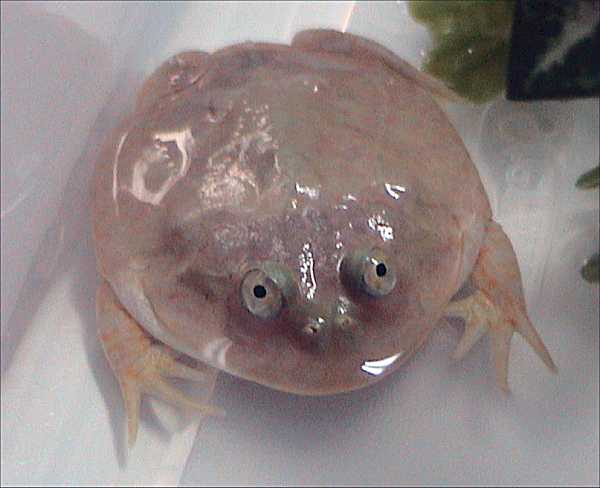
Lepidobatrachus laevis

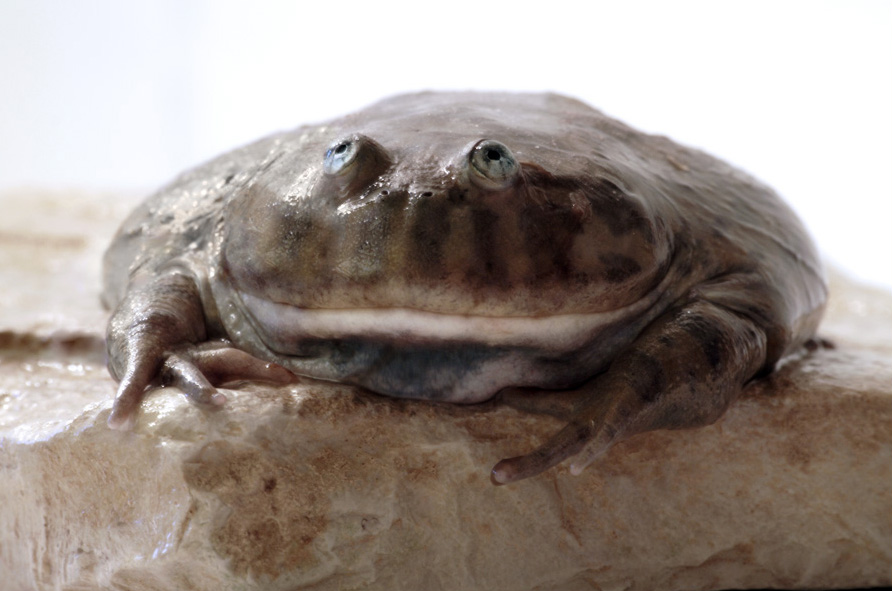
Lepidobatrachus laevis

Les femelles mesurent jusqu'à 100 mm.

## Publication originale
- Budgett, 1899 : Notes on the Batrachians of the Paraguayan Chaco, with Observations upon their Breeding Habits and Development, especially with regards to Phyllomedusa hypochondrialis, Cope. Also a Description of a new Genus. Quarterly journal of microscopical science, vol. 42, p. 305-333 (texte intégral).